# 黎梓欣
黎梓欣（英語：Anna Lai Tsz-yan，1994年—），香港民主派人士，柴灣起動成員，前香港東區區議會佳曉選區議員。

## 政治生涯

### 踏足政治
由中學開始參與社會運動。2019年發生反送中運動，為了阻止親中派在多區自動當選，在佳曉展開地區工作，並計劃投入2019年東區區議會佳曉選區的選戰。

### 2019年區議會選舉
包括黎梓欣在內，位於柴灣、小西灣及杏花邨（簡稱「柴小杏」）的民主派候選人組織選舉聯盟柴灣起動，共同參選2019年區議會選舉，互相拉抬選情，結果，柴灣起動12名候選人全數勝出。
| 政党   | 政党           | 候选人    | 票数  | %     | ±      |
| ------ | -------------- | --------- | ----- | ----- | ------ |
|        | 民建聯/工聯會  | ①. 植潔鈴 | 2,712 | 41.77 | +19.58 |
|        | 民主派區選聯盟 | ②. 黎梓欣 | 3,200 | 49.28 | 不適用 |
|        | 無黨派         | ③. 陳真真 | 581   | 8.95  | -17.82 |
| 多数票 | 多数票         | 多数票    | 488   | 7.51  | 不適用 |

### 被取消議員資格
2021年9月15日，黎梓欣被香港政府根據《基本法》第104條的解釋所訂下的原則及相關的法律規定，宣布其宣誓為無效宣誓而失去議員資格，結束一年餘的區議員任期。

## 議會問政

### 政府突取消監警會會議

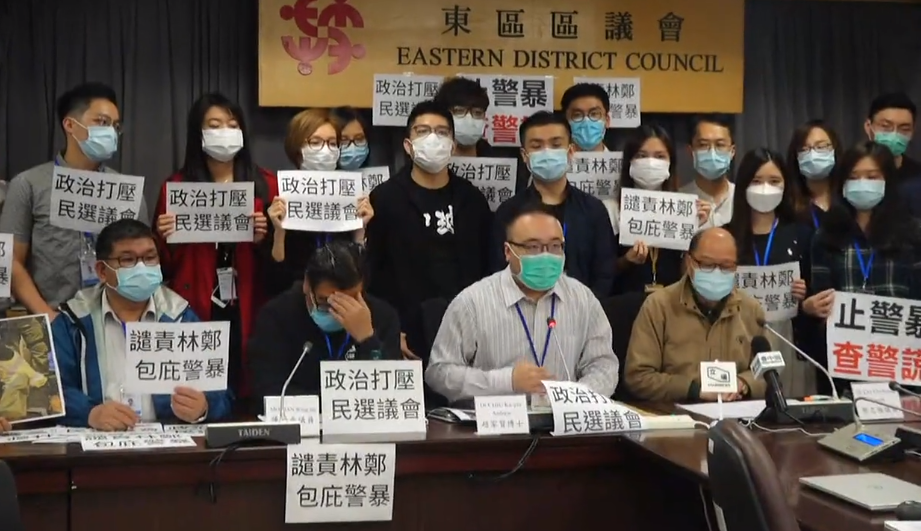
2020年3月10日，東區民主派議員譴責警務處不尊重民選議會 拒派員出席檢警會會議

2020年3月10日，東區區議會原定舉行「檢視警方執法及行動特別委員會」第三次會議，討論多項與反送中運動相關議案，包括要求警方交代8月5日晚上北角衝突中的警力問題、在11月在柴灣發射多次催淚彈的原因、於太古城和西灣河的執法行動等事件。不過民政處在會議當日早上突然向委員會成員發出電郵，稱會議的職權範圍「可能涉及全港性執法事宜」和「收到高層命令」而宣布取消會議。警務處也拒絕派員出席。區議會26名民主派議員批評警權凌駕區議會職能，政府高層打壓區議會。

## 外部連結
- 2019年區議會選舉 － 黎梓欣候選人簡介（页面存档备份，存于）

| 議會席位      | 議會席位                                 | 議會席位    |
| ------------- | ---------------------------------------- | ----------- |
| 前任： 植潔鈴 | 東區區議會佳曉選區 2020年－2021年9月15日 | 繼任： 懸空 |